# Gruppe 61
Gruppe 61 var en dansk venstreorienteret politisk ungdomsgruppering, der udsprang i 1961 af Kampagnen mod Atomvåben.
Blandt medlemmerne var dokumentarfilmmanden Ib Makwarth,
Harald Søbye, Bjørn Rønne, Henning Prins og Poul Mogensen.